# Intragna, Ticino
Intragna  är en ort i kommunen Centovalli i kantonen Ticino, Schweiz. 
Intragna var tidigare en egen kommun, men den 25 oktober 2009 bildades den nya kommunen Centovalli genom en sammanslagning av Borgnone, Intragna och  Palagnedra.